# Voiniceni, Mureș
Voiniceni (în maghiară Mezőszabad) este un sat în comuna Ceuașu de Câmpie din județul Mureș, Transilvania, România.

## Istoric

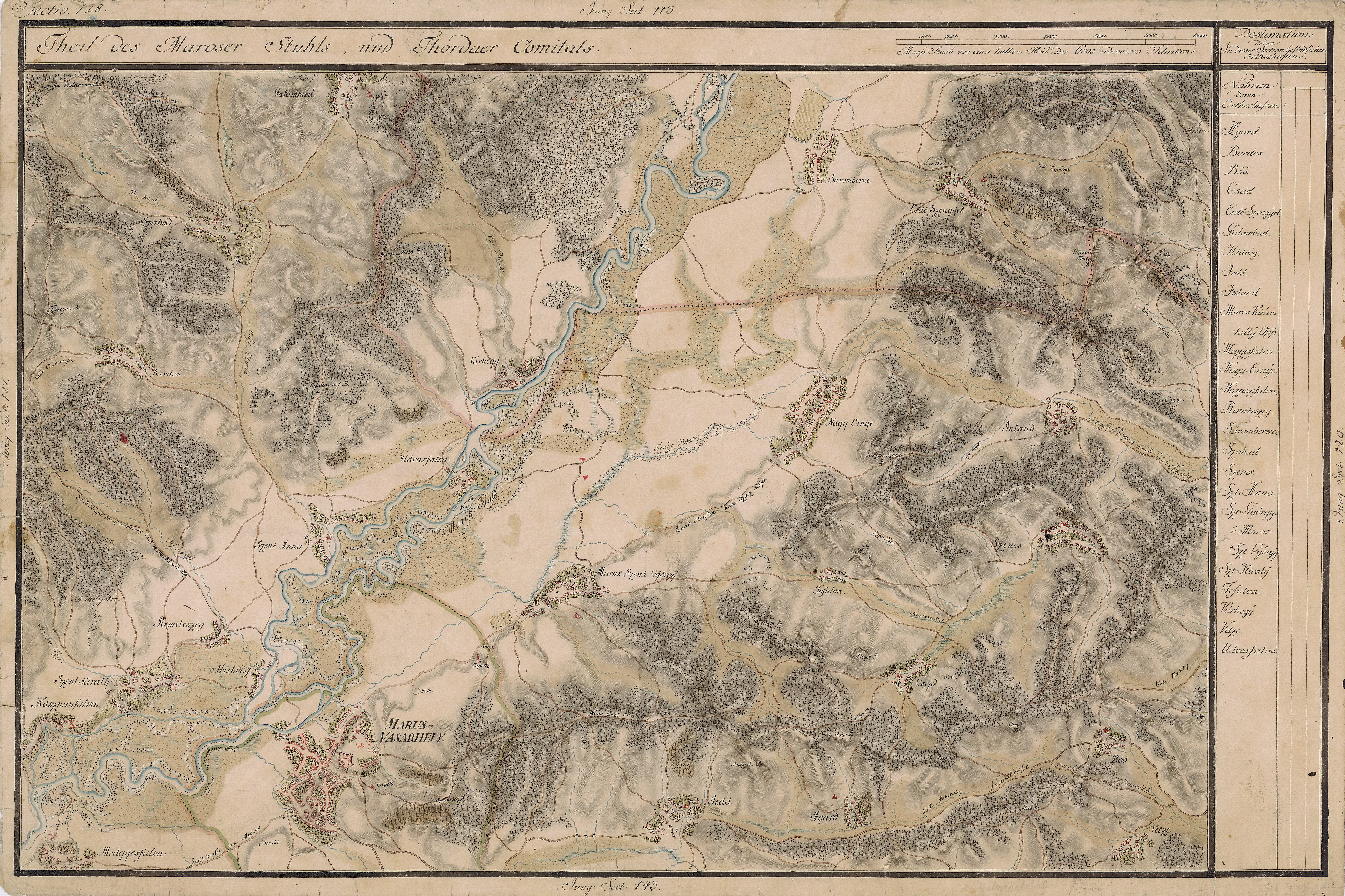
Voiniceni pe Harta Iosefină a Transilvaniei, 1769-73

Pe teritoriul localității s-au descoperit urme de așezări eneolitice aparținând unei culturi încă neprecizată.
S-a descoperit și o așezare romană localizată în actuala vatră a satului.
Pe Harta Iosefină a Transilvaniei din 1769-1773 (Sectio 128), localitatea a apărut sub numele de „Szabad”. 